# Georges Henri Ballot

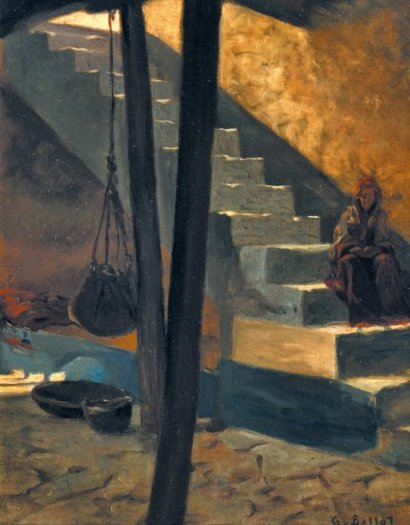
Georges Henri Ballot: Sur les marches (Auf den Treppen), Öl auf Leinwand

Georges Henri Ballot (* 14. Juni 1866 in Paris; † 26. Januar 1942 ebenda) war ein französischer Maler. Seine wichtigsten Werken sind dem Orientalismus zuzuordnen.

## Leben
Georges Henri Ballot wurde 1866 in Paris geboren. Zunächst studierte er an der École nationale supérieure des beaux-arts de Paris. Er war ein Schüler von William Adolphe Bouguereau und Tony Robert-Fleury. Ab 1885 stellte er im Salon des Artistes Français aus, einer jährlich stattfindenden Kunstausstellung der Société des Artistes Français in Paris. Ab 1896 zeigte er seiner Werke auf Ausstellungen der Société nationale des beaux-arts.
1905 und 1906 bereiste er Algerien und Tunesien. Nach seiner Rückkehr nahm er an Ausstellungen der Société des peintres orientalistes français teil, einer 1893 gegründeten Gesellschaft, die die Kunstrichtung Orientalismus sowie Reisen von Künstlern in den Nahen und Fernen Osten (französisch Extrême-Orient) förderte. Ballots Gemälde Mosquée à Bou-Saada (Darstellung einer Moschee in Bou-Saada, einer Stadt in Algerien) wurde vom französischen Staat angekauft. 1908 wurde Ballot Teilhaber der Société nationale des beaux-arts, 1923 wurde er dort Mitglied. 1933 gewann er für seine orientalischen Landschaftsbilder, die unter dem Einfluss seiner Reisen entstanden waren, den Charles-Cottet-Preis.
Zu seinen Hauptwerken gehören das Gemälde La Maïda de la Mosquée des Ouled-Hamed, das er 1906 erstmals ausstellte und das später im Musée des beaux-arts d’Alger und im Musée Nogent-le-Rotrou gezeigt wurde sowie Aïn Sefra, das 1918 vom französischen Ministerium für auswärtige Angelegenheiten angekauft wurde. 1942 starb Ballot in Paris.

## Ausstellungen
- Paris, seit 1885: Salon der Salon des Artistes Français
- Paris, seit 1896: Salon der Société nationale des beaux-arts
- Paris: Intérieur à Bou-Saada. La Guerba, La Maïda de la Mosquée des Ouled-Hamed 1906
- Paris, 1910: Jeune fille de Colomb-Bechard, Jeune fille du Gourara
- Paris, 1911 und 1923: Salon der Société des peintres orientalistes français
- Paris, 1929: Salon: Le portrait du peintre Bouduquet[3]
- Paris: 1931: Exposition universelle coloniale: Vieillard à Aïn Sefra (Sud Oranais), Le Caïd